# بطاقة بريد مصورة
بطاقة بريدية مصورة هي بطاقة بريدية تحتوي على صورة مطبوعة على ظهرها، أو هي في حد ذاتها صورة ورقية فوتوغرافية. توجد اليوم بطاقات تحتوي أحيانًا على صور إضافية على جانب العنوان. وبالمعنى الأوسع، لا يشمل هذا النسخ المطبوعة فحسب، بل يشمل أيضًا النسخ المرسومة أو المصورة. تُستخدم البطاقة البريدية في المقام الأول للمراسلات المكتوبة المصورة، ولكن تُستخدم أيضًا كتذكار أو يجتمع لتكون وثيقة مصورة تاريخية. يُستخدم مصطلح بطاقة بريدية مصورة في بعض الأحيان مرادفًا لبطاقة البريد المصورة، ولكن في بعض الحالات لا يكون المصطلح متطابقًا، حيث يوجد أيضًا شكل منفصل من البطاقات البريدية يحمل هذا الاسم.
في البداية، كلف ناشرو البطاقات البريدية فنانين ومصممي الطباعة الحجرية بإنشاء تصميمات لبطاقاتهم البريدية. وفي وقت لاحق، أصبحت الصور تأتي عادة من المصورين، كما هو الحال اليوم. نظرًا لأن تكاليف إرسال البطاقة البريدية المصورة كانت عادةً أقل من تكاليف إرسال الرسالة، فقد كانت لفترة طويلة الشكل الأكثر فعالية من حيث التكلفة للمراسلات المكتوبة مع الرسوم التوضيحية. يشهد سوق بطاقات الصور البريدية الجديدة تراجعًا بسبب استخدام أشكال الاتصال الحديثة (مثل خدمات الرسائل الفورية أو رسائل الوسائط المتعددة أو البريد الإلكتروني) بشكل متزايد بدلاً من البطاقات البريدية.
يُطلق على جمع البطاقات البريدية وبطاقات العرض والبحث عنها اسم هواية جمع البطاقات البريدية.

## تاريخ البطاقات البريدية المصورة

### البدايات
ليس من المعروف على وجه اليقين متى ومن طبع البطاقة البريدية الأولى. يُعتقد أن أول صانع لهذه البطاقات هو النقاش ديمايسون من فرنسا، والذي يُقال إنه طبع البطاقات في وقت مبكر من عام 1777، وقد تضمنت هذه البطاقات صورًا أيضًا، وذلك وفقًا إلى "تقويم مكتب البريد الصغير في باريس" (بالفرنسية: L’Almanach de la Petite Poste de Paris). لا توجد نسخ من هذه البطاقات ولا التقاويم اليوم، على الرغم من أن مصادر أخرى تستشهد بالمعلومات التي تفيد بأنه "يوجد حاليًا بعض النقوش للبطاقات التي أرسلت بالبريد مع رسائل واضحة للقراءة. يعود أصل الاختراع الجديد إلى النقاش ديميسون، وهناك الكثير من الحديث عنه".

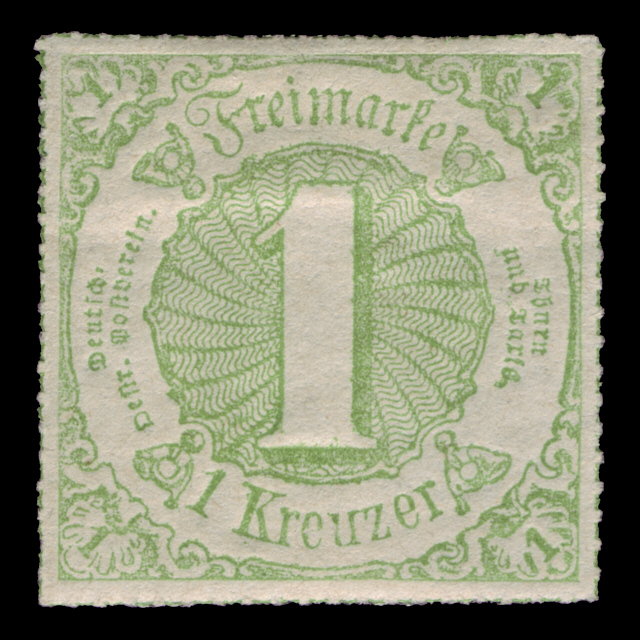
طابع فئة 1 كروتسر

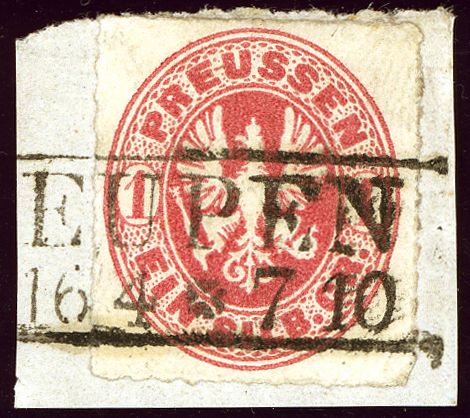
طابع بروسي

عندما ابتكرت طوابع البريد لأول مرة في إنجلترا عام 1840، أرسلت بطاقة مصورة مرسومة يدويًا في نفس العام. بيعت هذه البطاقة في مزاد عام 2002 بمبلغ إجمالي قدره 31750 جنيهًا إسترلينيًا.
أول بطاقة بريدية ألمانية مصورة ذات صفحة كاملة أرسلت بدون مظروف يعود تاريخها، على حد علمنا، إلى عام 1866. تحتوي البطاقة على دعوة للصيد، وقد صممها مصمم الطباعة الحجرية فيلهلم شنايدر من مدينة وورمز، وأرسلت بالبريد في 5 ديسمبر 1866. هذه البطاقة، المطبوعة على ورق مقوى أخضر فاتح، ممتدة من ويستهوفن إلى أوفشتاين مع طابعين بريديين من فئة 1 كروتسر (مكتب بريد ثورن وتاكسيس).
قبل التقديم الرسمي الأول للبطاقة البريدية في النمسا والمجر في عام 1869، كانت هناك أسلاف أخرى للبطاقة البريدية المصورة، مثل ما يسمى "البطاقات المفتوحة" في المناطق البريدية الألمانية القديمة. ومع ذلك، كان من النادر جدًا أن تشغل الصورة صفحة كاملة من الخريطة. ومع ذلك، فقد طبعت هذه البطاقة وأرسلن أيضًا قبل إدخال بطاقات المراسلة (البطاقات البريدية)، وبالتالي يمكن اعتبارها سابقة. أقدم بطاقة من هذا النوع هي بطاقة مفتوحة تحمل شعار برلين للتربية البدنية. طابع بريدي اكتشف في سوق للسلع المستعملة عام 2007. رقم 12 بتاريخ 28 مارس 1867 وطابع بريدي بروسي بقيمة 1 غروشن فضي (ميشيل رقم 16).

### البطاقات البريدية الأولى
في الأصل، كانت البطاقات البريدية مخصصة فقط للمراسلات المكتوبة دون أي توضيح؛ في ذلك الوقت كانت لا تزال تسمى بطاقات المراسلة. طبع الطباع وبائع الكتب في أولدنبورغ أوغست شوارتز بطاقة عليها صورة محفورة على الخشب في 16 يوليو 1870، بعد 15 يومًا من التقديم الرسمي لبطاقة المراسلة في منطقة البريد في شمال ألمانيا، وأرسلها بالبريد إلى ماغديبورغ. وهكذا، كان شوارتز أول ألماني يطبع ويرسل بطاقة بريدية مصورة. ومع ذلك، لم تكن هذه البطاقة تحتوي على جانب مطبوع بالكامل، بل فقط على صورة أصغر حجمًا مع صورة مدفعية. هناك أيضًا عدد قليل آخر من "مخترعي البطاقات البريدية المصورة" المزعومين، أي الأشخاص الذين اعتقدوا أنهم اخترعوا البطاقة البريدية أو يُعتقد أنهم اخترعوها. على الرغم من أن مسألة "المخترع" تمت محاولتها مرارا وتكرارا لتوضيحها منذ بداية هواية جمع البطاقات، إلا أنه لم تحل بوضوح حتى الآن. اعتمادًا على الأصل الوطني أو المحلي للمؤلفين، اعتبر أشخاص مختلفون على هذا النحو. ويعتمد الأمر أيضًا على تعريف ما يعد بالفعل بطاقة بريدية وما ليس كذلك.
أقدم بطاقة نمساوية مجرية معروفة أرسلت في 19 مايو 1871 بصفة رسالة مسجلة (ريكو) من فيينا إلى سومبور والعودة إلى فيينا. أرسل الصربي بيتر مانويلوفيتش البطاقة إلى ابن عمه المحامي ديميتر مانويلوفيتش. رسميًا، لم يُسمح بالبطاقات البريدية إلا في النمسا والمجر اعتبارًا من 1 يناير 1885. النسخة الوحيدة المعروفة كانت تعتبر مفقودة منذ عام 1936، ولكن بيعت في مزاد في دار فايسنبوك للمزادات في نهاية أكتوبر 2009 مقابل سعر 11000 يورو.
ابتداءً من عام 1871، بدأ مكتب البريد في بيع بطاقات بريدية مصورة وبطاقات تهنئة. منذ الأول من يوليو عام 1872، أصبح من المسموح أيضًا في ألمانيا إصدار بطاقات بريدية ذات زخارف خاصة لا تنتجها مكاتب البريد.
يمكن القول أن البداية التجريبية لصناعة البطاقات البريدية بدأت حوالي عام 1885. البطاقات السابقة نادرة جدًا.

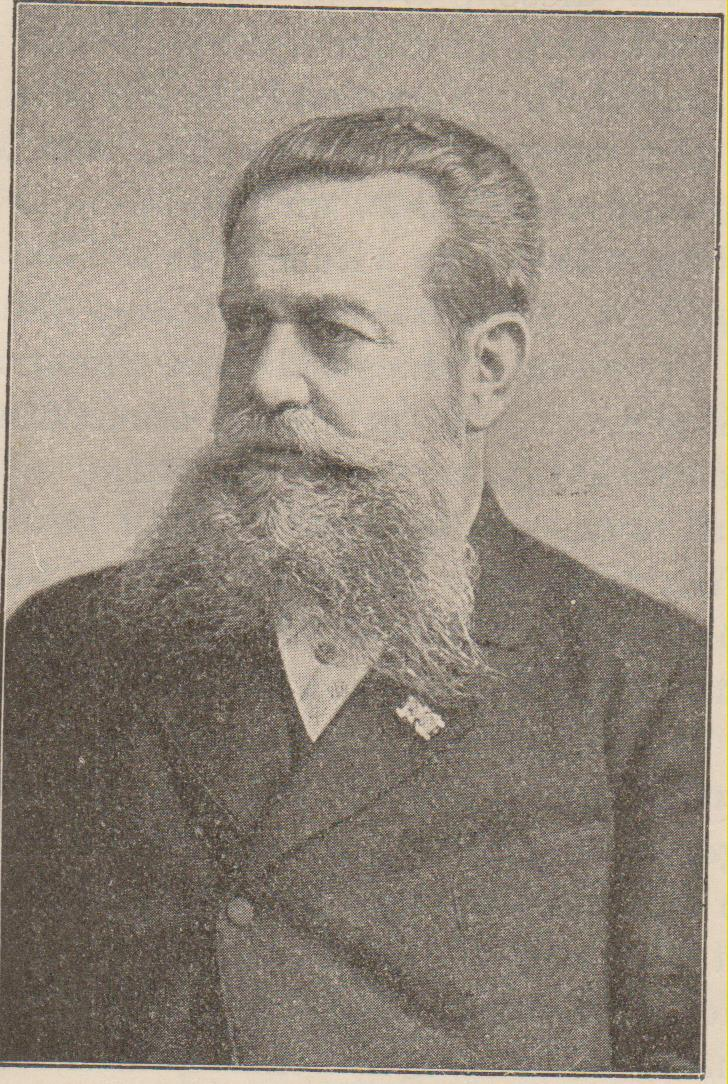
أوغست شوارتز[الألمانية] من أولدنبورغ
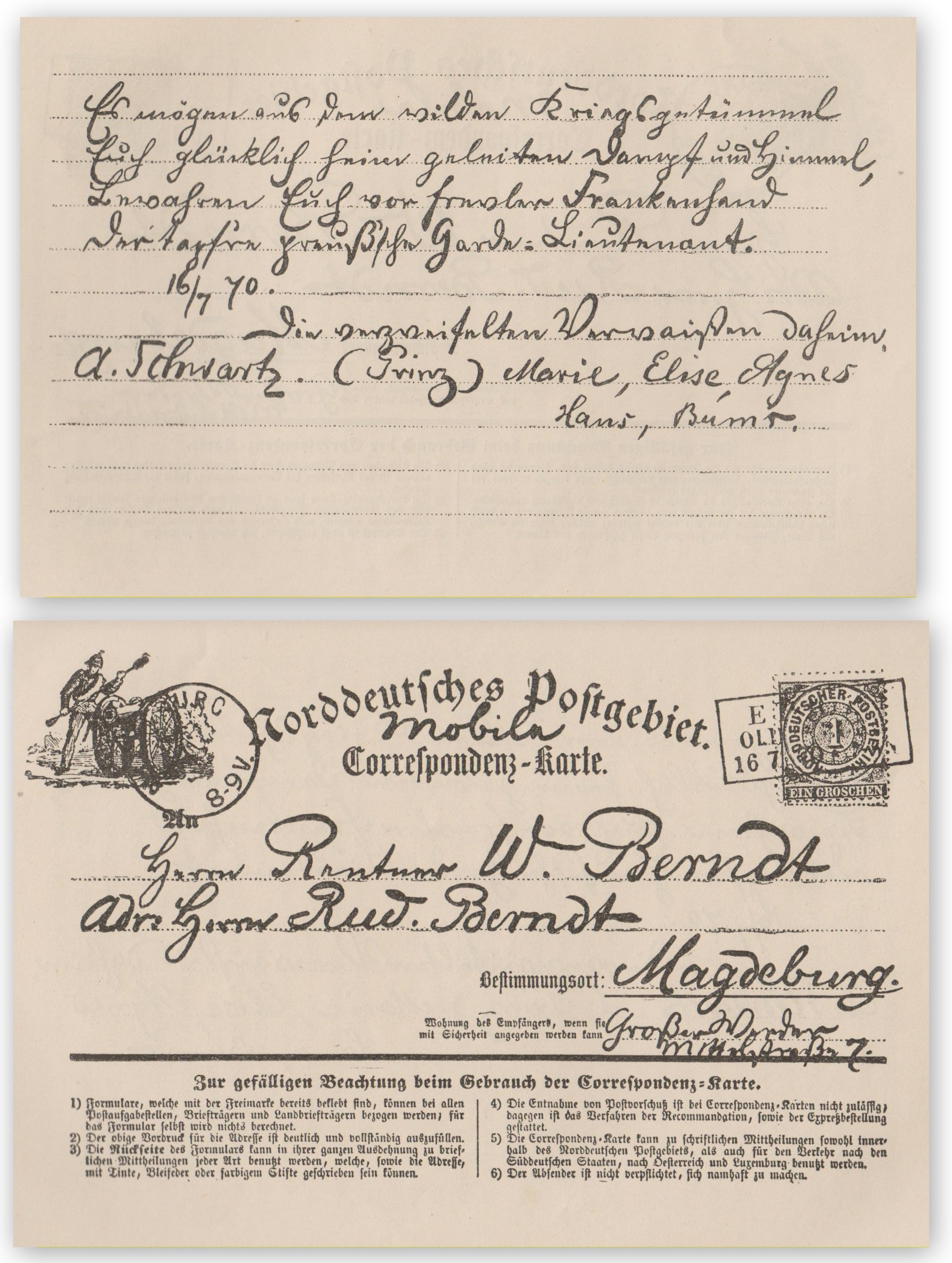
بطاقة بريدية مطبوعة من تصميم أوغست شوارتز
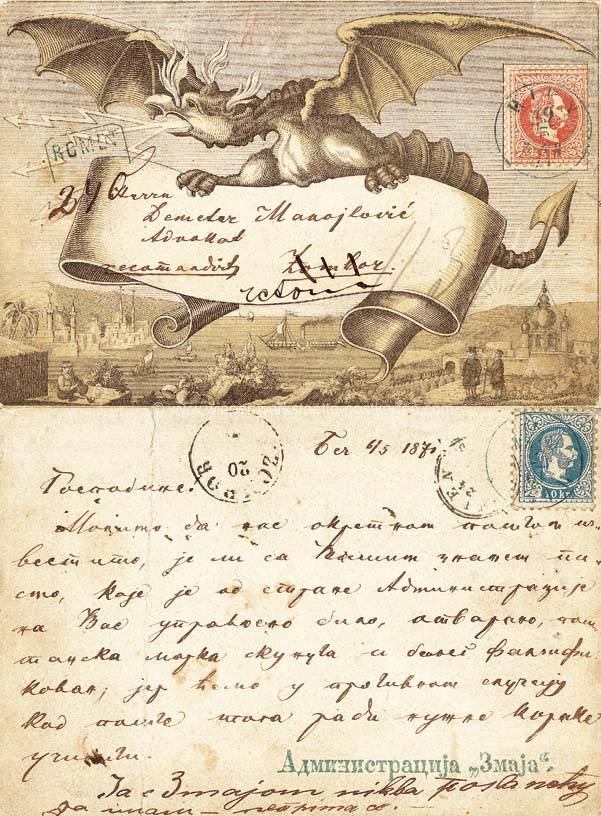
الوجه والظهر لأقدم بطاقة بريدية نمساوية مجرية معروفة

### شيوعها وانتشارها
ولم تشهد البطاقات البريدية المصورة انتشارًا كبيرًا في ألمانيا إلا في عام 1896. لم تصبح هذه البطاقات شائعة حقًا خارج البلدان الناطقة باللغة الألمانية إلا بعد مرور بضع سنوات. في عام 1902، تم أرسلت 22 مليون بطاقة بريدية في سويسرا. كان أحد أسباب الشعبية المتزايدة للبطاقات المصورة هو استخدام الطباعة الملونة، والتي أتاحت طباعة بطاقات ملونة بدلاً من مجرد بطاقات مطبوعة بالأبيض والأسود. أصبح من الممكن الحصول عليها بأسعار جذابة وأنتجت إنتاجا ضخما من خلال استخدام الطابعات عالية السرعة.
بالإضافة إلى الإمكانيات التقنية، ساهمت السياحة المتنامية، التي نشأت عن طريق النقل الجماعي، أيضًا في هذا الازدهار. ونتيجة لزيادة إمكانية الوصول إلى العديد من المناطق عن طريق السكك الحديدية، ورحلات القوارب، والسياحة المنظمة، وما إلى ذلك، فقد زاد الاهتمام الجغرافي لدى العديد من الأشخاص. بالإضافة إلى ذلك، نشأ الاهتمام بعلم الأعراق والغرابة و"الأصالة"، وكذلك في مجال الحفاظ على المعالم وحركة الوطن. تتجلى كل هذه التطورات في تنوع الزخارف على البطاقات البريدية حوالي عام 1900: المعالم السياحية، والمناظر الطبيعية التاريخية أو اليومية، والمعالم الثقافية والطبيعية، والمناظر الطبيعية، والأزياء التقليدية، والأحداث الجارية، وحتى المشاهد الخلابة التي تعكس الفقر في بعض الأحيان، ولكن أيضًا الثقافات الأخرى، والمشاهد اليومية في الخارج (الأسواق، وما إلى ذلك)، والطقوس وما شابه ذلك. ولأول مرة، أصبحت التسجيلات الأصلية متاحة من كل مناطق العالم تقريبا، مع وجود استثناءات قليلة في المناطق التي لم يكن بها مسافرون غربيون وبالتالي لم يكن بها مشترون. كان هذا التنوع الجغرافي والمباشرة المكتشفة حديثًا مصحوبًا بمنظور فوتوغرافي جديد، والذي حل محل المطبوعات المثالية بجمالية جديدة للواقع وبالتالي أعطى البطاقات ليس فقط قيمة وثائقية ولكن أيضًا شكلًا خاصًا من أشكال الفن التطبيقي التاريخي.
حتى اندلاع الحرب العالمية الأولى، كانت البطاقات البريدية المصورة تستخدم بشكل غالبا لإرسال التحيات من السفرات والرحلات أو لتهنئة الأشخاص بعيد الميلاد ورأس السنة الجديدة والمناسبات الاحتفالية الأخرى. في ذلك الوقت، لم يكن السفر إلى الخارج شائعًا كما هو الحال اليوم. ولذلك، أرسلت غالبية البطاقات المصورة داخل حدود البلاد. خلال الحرب العالمية الأولى، أرسلت العديد من البطاقات بصفة بريد عسكري، وخلال الحقبة النازية كانت تستخدم غالبًا بصفة بطاقات بريدية دعائية. يعود تاريخ العديد من البطاقات التي تحمل صورًا متعصبة أو تمجد الحرب إلى زمن الحربين العالميتين. بعد هذا الوقت، استخدمت البطاقات البريدية مرة أخرى في الغالب لإرسال رسائل قصيرة حول الرحلات أو كتحيات دولية بشكل متزايد في العطلات.
تطورت صناعة الطباعة المتميزة، وأنتجت بطاقات بريدية ذات جودة أعلى من ذي قبل، وبالمقارنة مع دول أخرى، كانت تطبع في ألمانيا أيضًا ذات جودة أعلى وزودت العملاء في جميع أنحاء العالم. ومن بين دور الطباعة والنشر المهمة في بداية القرن العشرين التي أنتجت بطاقات بريدية خارج حدودها الوطنية:
- في لايبزيغ:
  - إميل بينكاو وشركاه[الألمانية]
  - الدكتور ترينكلر وشركاه[الألمانية]
  - لويس جلاسر[الألمانية]
  - وترينكس وشركاه[الألمانية]
- في دريسدن:
  - روملر ويوناس[الألمانية]
  - شتنجل وشركاه[الإنجليزية]
- في هامبورغ:
  - ناكشتيدت وناتر[الألمانية]
  - م. جلوكستادت وموندن[الألمانية]
  - (بالألمانية: H.A.J. Schultz & Co Nachf)
  - (بالألمانية: Albert Aust)
- في مايسن:
  - بروك وسون[الألمانية]
- في ميونيخ:
  - وبورجر وشركاه[الإنجليزية]
- في ماغدبورغ:
  - وراينيكه وروبن[الألمانية]
- في زيوريخ:
  - فوتوغلوب[الألمانية]
  - كارل كونزلي توبلر[الألمانية]
- في كومو
  - برونر وشركاه
- في لندن:
  - رافائيل تاك وأولاده[الإنجليزية]
- في باريس
  - الأخوان نوردين[الألمانية]
  - ليون وليفي[الإنجليزية]

مع تطور وانتشار وسائل الاتصال الحديثة (مثل البريد الإلكتروني، وشبكات التواصل الاجتماعي على الإنترنت) وتقنيات الصور (مثل التصوير الرقمي، والرسائل متعددة الوسائط)، تفقد البطاقة البريدية أهميتها بازدياد، ولكنها لا تزال موجودة في الحياة اليومية.

## أنواع الصور والاستخدام المقصود

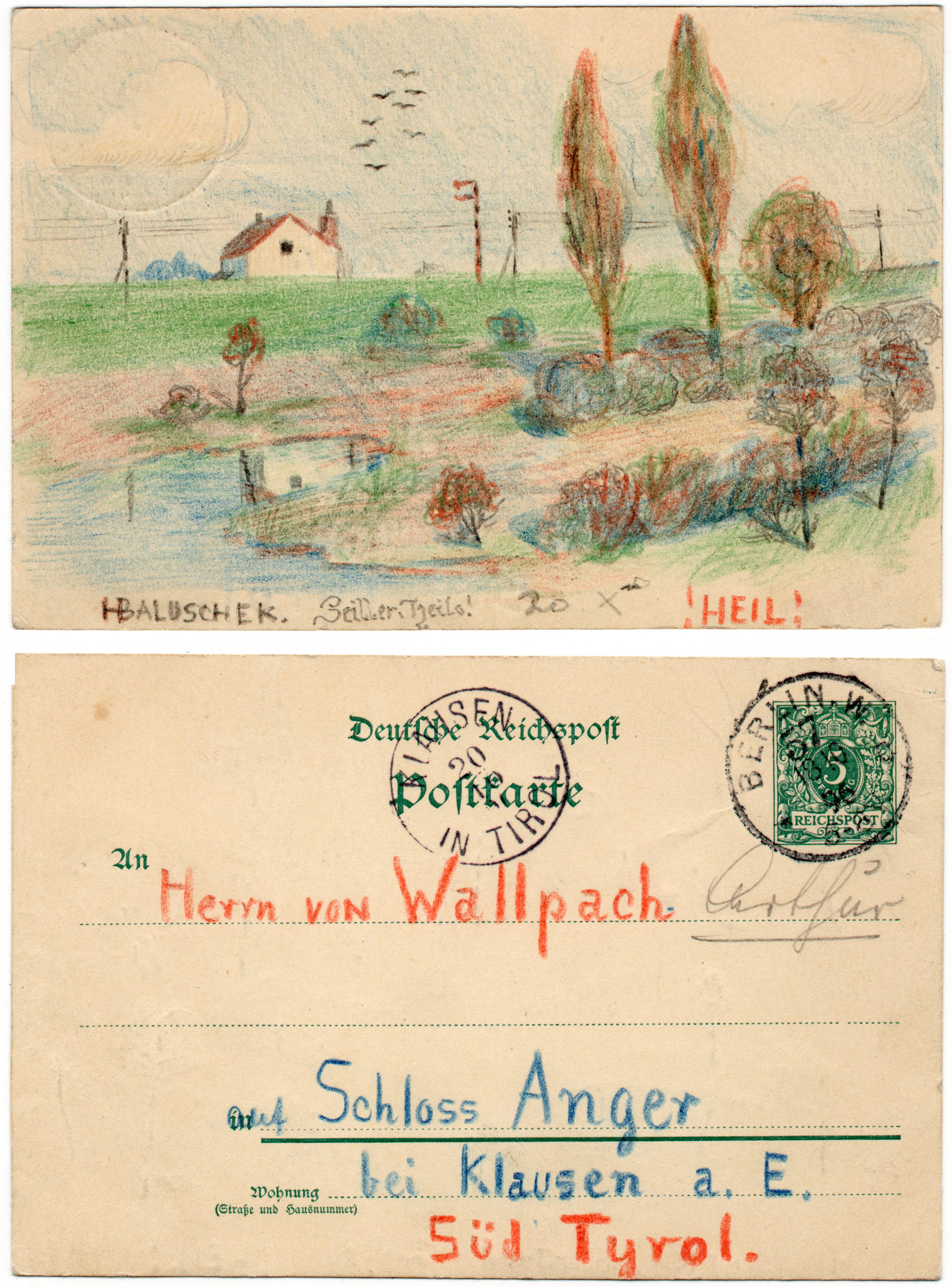
بطاقة بريدية فنية من هانز بالوشيك إلى آرتور فون فالباخ، 1896

### بطاقات الأماكن
صور للمدن والبلدات والمناظر الطبيعية أو المسطحات المائية. تُظهر الصور عادةً المباني الشهيرة والأماكن المعروفة أو المعالم السياحية أو المناظر المميزة للمنطقة التي يعتاد زيارتها، وتهدف إلى إعطاء انطباع عن الموقع. لقد كانت البطاقات من هذا النوع هي الأكثر شيوعًا وشعبية منذ البداية.

### بطاقات الزخارف
بطاقات بزخارف مختلفة، على سبيل المثال الحيوانات، التكنولوجيا، نسخ فنية.

### بطاقات بريدية للفنانين
لم يقتصر الأمر على الفنانين الأفراد مثل يوزيف بويس، وديتر روث، وهورست يانسن، وغونتر بروس، ولكن أيضًا أعضاء مجموعات الفنانين (فينر فيركشتاته، باوهاوس، دي بروكه، الفارس الأزرق) صمموا بطاقات.

### بطاقات المعايدة
للتحية في المناسبات المختلفة، على سبيل المثال عيد ميلاد المسيح، عيد الميلاد، الزفاف. (طالع: بطاقة التهنئة)

### بطاقات إعلانية
تصتعمل البطاقات المصورة بصفة أداة تسويقية على سبيل المثال بطاقات بريدية مجانية. (طالع: بطاقة بريدية دعائية)